# 1845年の相撲
1845年の相撲（1845ねんのすもう）は、1845年の相撲関係のできごとについて述べる。

## 興行
- 3月場所（江戸相撲）[1]
  - 興行場所:本所回向院
  - 4月22日（旧3月16日）より晴天10日間興行
- 7月場所（大坂相撲）[2]
  - 興行場所:天満砂浜屋敷
  - 8月21日（旧7月19日）より興行
- 8月場所（京都相撲）[3]
  - 興行場所:四条河原
  - 9月10日（旧8月9日）より興行。
- 11月場所（江戸相撲）[3]
  - 12月5日（旧11月7日）より晴天10日間興行